# میشه کنار
میشه‌کنار (به ترکی آذربایجانی: Meşəkənarı) یک منطقه مسکونی در جمهوری آذربایجان است که در شهرستان ماساللی واقع شده‌است. میشه کنار ۵۰۲ نفر جمعیت دارد.

## دین
در مسجد جامع میشه‌کنار یک هیئت مذهبی وجود دارد.